# Exeter (Maine)
Exeter ist eine Town im Penobscot County des Bundesstaates Maine in den Vereinigten Staaten. Im Jahr 2020 lebten dort 963 Einwohner in 495 Haushalten auf einer Fläche von 99,95 km².

## Geografie
Nach dem United States Census Bureau hat Exeter eine Gesamtfläche von 99,95 km², von der 99,87 km² Land sind und 0,08 km² aus Gewässern bestehen.

### Geografische Lage
Exeter liegt im Südwesten des Penobscot Countys. Der Kenduskeag Stream durchfließt das Gebiet in östliche Richtung, er hat mehrere kleinere Zuflüsse. Im Süden und Westen liegen kleinere Seen. Die Oberfläche ist eben, ohne nennenswerte Erhebungen.

### Nachbargemeinden
Alle Entfernungen sind als Luftlinien zwischen den offiziellen Koordinaten der Orte aus der Volkszählung 2010 angegeben.
- Norden: Garland, 13,0 km
- Nordosten: Charleston, 14,7 km
- Osten: Corinth, 9,2 km
- Südosten: Levant, 13,9 km
- Süden: Stetson, 9,9 km
- Südwesten: Newport, 13,1 km
- Westen: Corinna, 10,8 km
- Nordwesten: Dexter, 15,0 km

### Stadtgliederung
In Exeter gibt es mehrere Siedlungsgebiete: East Exeter, Exeter Center, Exeter Corners, Exeter Mills, French Mill, Hills Corners, Stubbs Corner und South Exeter.

### Klima
Die mittlere Durchschnittstemperatur in Exeter liegt zwischen −11,1 °C (12 °F) im Januar und 20,6 °C (69 °F) im Juli. Damit ist der Ort gegenüber dem langjährigen Mittel der USA um etwa 9 Grad kühler. Die Schneefälle zwischen Oktober und Mai liegen mit bis zu zweieinhalb Metern mehr als doppelt so hoch wie die mittlere Schneehöhe in den USA; die tägliche Sonnenscheindauer liegt am unteren Rand des Wertespektrums der USA.

## Geschichte
Das Gebiet, welches heute die Town Exeter ist, wurde im Jahr 1793 als Grant zugunsten der Marbleheal Academy vergeben und noch im selben Jahr von Ephraiin Ballard und Samuel Weston vermessen. In einzelne Grundstücke wurde es im Jahr 1800 durch Moses Hodsdon unterteilt. 1801 war Lemuel Tozier der erste Siedler in Exeter. Als Plantation wurde das Gebiet unter dem Namen Blaisdelltown organisiert und am 16. Februar 1811 unter dem Namen Exeter als Town organisiert. Die ursprüngliche Bezeichnung nach der Vermessung war Township No. 3, Fourth Range North of Waldo Patent (T3 R4 NWP) oder auch Marblehead Academy Grant.

### Einwohnerentwicklung
| Volkszählungsergebnisse – Town of Exeter, Maine | Volkszählungsergebnisse – Town of Exeter, Maine | Volkszählungsergebnisse – Town of Exeter, Maine | Volkszählungsergebnisse – Town of Exeter, Maine | Volkszählungsergebnisse – Town of Exeter, Maine | Volkszählungsergebnisse – Town of Exeter, Maine | Volkszählungsergebnisse – Town of Exeter, Maine | Volkszählungsergebnisse – Town of Exeter, Maine | Volkszählungsergebnisse – Town of Exeter, Maine | Volkszählungsergebnisse – Town of Exeter, Maine | Volkszählungsergebnisse – Town of Exeter, Maine |
| Jahr                                            | 1800                                            | 1810                                            | 1820                                            | 1830                                            | 1840                                            | 1850                                            | 1860                                            | 1870                                            | 1880                                            | 1890                                            |
| ----------------------------------------------- | ----------------------------------------------- | ----------------------------------------------- | ----------------------------------------------- | ----------------------------------------------- | ----------------------------------------------- | ----------------------------------------------- | ----------------------------------------------- | ----------------------------------------------- | ----------------------------------------------- | ----------------------------------------------- |
| Einwohner                                       |                                                 |                                                 | 582                                             | 1439                                            | 2052                                            | 1853                                            | 1783                                            | 1424                                            | 1274                                            | 939                                             |
| Jahr                                            | 1900                                            | 1910                                            | 1920                                            | 1930                                            | 1940                                            | 1950                                            | 1960                                            | 1970                                            | 1980                                            | 1990                                            |
| Einwohner                                       | 879                                             | 888                                             | 807                                             | 773                                             | 751                                             | 734                                             | 707                                             | 663                                             | 823                                             | 937                                             |
| Jahr                                            | 2000                                            | 2010                                            | 2020                                            | 2030                                            | 2040                                            | 2050                                            | 2060                                            | 2070                                            | 2080                                            | 2090                                            |
| Einwohner                                       | 997                                             | 1092                                            | 963                                             |                                                 |                                                 |                                                 |                                                 |                                                 |                                                 |                                                 |

## Wirtschaft und Infrastruktur

### Verkehr
In westliche Richtung verläuft die Maine State Route 43 zentral durch das Gebiet der Town.

### Öffentliche Einrichtungen
In Exeter gibt es eine medizinische Einrichtung. Weitere nächstgelegene Einrichtungen und Krankenhäuser für die Bewohner von Exeter befinden sich in Hartland, St. Albans und Dexter.
Exeter besitzt keine eigene Bücherei. Die nächstgelegenen befinden sich in Corinna, Corinth und Stetson.

### Bildung
Exeter gehört mit Athens, Brighton Plantation, Dexter, Garland, Harmony und Ripley zum Maine School Administrative District 46 und AOS 94.
Im Schulbezirk werden folgende Schulen angeboten:
- Ridge View Community School in Dexter, mit Schulklassen von Pre-Kindergarten bis zum 8. Schuljahr
- Harmony Elementary School in Harmony, mit Schulklassen von Pre-Kindergarten bis zum 8. Schuljahr
- Athens Community School in Athens, mit Schulklassen  von Pre-Kindergarten bis zum 8. Schuljahr
- Dexter Regional High School in Dexter, mit Schulklassen vom 9. bis zum 12. Schuljahr